# Hautville
Gli Hautville sono un gruppo musicale neofolk, neoprogressive e progressive folk italiano nato nel 2006 tra Cervia e Ferrandina da un progetto dei lucani Francesco Dinnella (tastiere)  e Leonardo Lonigro (chitarra) a cui si unisce Simona Bonavita, voce del gruppo.

## Storia
Il progetto, principalmente acustico, fonde elementi neofolk di matrice europea al rock progressivo italiano mentre i testi, in buona parte, si ispirano alle tradizioni antiche e alla filosofia ermetica. Il nome Hautville (da Altavilla) fa riferimento al medioevo normanno svevo.
Nel 2010, dopo un lungo periodo di ricerca, pubblicano l'album No Milk For Babies (CDR - Invisible Eye Productions).
Nel 2011 incidono Numen Lumen (CD - Hau Ruck! SPQR), che contiene brani rimasterizzati di No Milk For Babies e tre inediti e tre inediti; fra le liriche testi tratti dalle opere da Giordano Bruno, Giuliano Kremmerz e Domenico Bellocchio. L’album è masterizzato da Diego Banchero (Egida Aurea – Il segno del comando).

Nel 2013 esce invece Le Moire (SPQR), ispirato alle omonime figure mitologiche. In questo progetto gli elementi neoprogressive diventano più rilevanti, grazie anche al contributo del pianista Arturo Stalteri, già Pierrot Lunaire e alla presenza della cover dello storico brano Non mi rompete del Banco del Mutuo Soccorso.Caelum et terra, tratto dal disco, è stato trasmesso da Rai Radio 3 nel programma Battiti.
In lavorazione dal 2015, il nuovo album Mater Dolorosa vede la luce nel maggio 2016. Allo stile neofolk e progressive folk degli album precedenti si aggiunge l’arrangiamento orchestrale reso possibile dalla partecipazione di numerosi musicisti classici.
Alle produzioni in studio affiancano attività live in contesti di rilevanza nazionale ed europea (in supporto a Vienna allo storico duo neofolk americano Changes) come la partecipazione al Wave Gotik Treffen nel 2013 e nel 2017).

## Formazione
- Simona B. - voce
- Leonardo L. - chitarra acustica
- Francesco D. - tastiere, cori

## Discografia

### Album in studio
- 2010 - No Milk for Babies
- 2011 - Numen lumen
- 2013 - Le moire
- 2017 - Mater Dolorosa

### Raccolte
- 2011 - Per aspera ad astra

### Collaborazioni
- Arturo	Stalteri, pianoforte (Le Moire; Mater Dolorosa)
- William	Matteuzzi, tenore (Mater Dolorosa)
- Mirko	Lucchini, pittore (Mater Dolorosa)
- Rebecca	Dallolio, violino (Mater Dolorosa)
- Daniela	Caschetto, violoncello	(Mater	Dolorosa)
- Giulio	Amico Padula, tromba	(Mater	Dolorosa)
- David	Bisetti, percussioni	(Mater	Dolorosa)
- Roberto	Sivilia, artwork (Mater Dolorosa)
- Paolo	Bitonto,	batteria	(Numen Lumen; Le Moire)